# Риџајна (Њу Мексико)
Риџајна (енгл. Regina) насељено је место без административног статуса у америчкој савезној држави Њу Мексико.

## Демографија
По попису из 2010. године број становника је 105, што је 6 (6,1%) становника више него 2000. године.
| Група             | 2000.      | 2010.      |
| Белци             | 71 (71,7%) | 73 (69,5%) |
| Афроамериканци    | 0 (0,0%)   | 0 (0,0%)   |
| Азијати           | 0 (0,0%)   | 0 (0,0%)   |
| Хиспаноамериканци | 15 (15,2%) | 26 (24,8%) |
| Укупно            | 99         | 105        |